# El hombre de Mackintosh
El hombre de Mackintosh es una película estadounidense de 1973 del género de suspense dirigida por John Huston e interpretada por Paul Newman, Dominique Sanda, James Mason, Ian Bannen, Harry Andrews y Nigel Patrick en los papeles principales. Está basada en la novela The Freedom Trap de Desmond Bagley.

## Argumento
Durante el período de la Guerra Fría, un agente secreto, Joseph  Rearden (Paul Newman), comete un robo para infiltrarse en una prisión. De allí escapa junto a un espía convicto. Los dos son atrapados y enviados a una mansión en un lugar remoto y desconocido, donde son custodiados y mantenidos aislados. Un día Joseph consigue engañar a su guardián y escapa. Sin embargo, en su periplo que le conduce hasta Malta se da cuenta de que nada es como parecía.